# Alto Paraíso de Goiás (ort)
Alto Paraíso de Goiás är en ort i Brasilien.   Den ligger i kommunen Alto Paraíso de Goiás och delstaten Goiás, i den centrala delen av landet, 190 km norr om huvudstaden Brasília. Alto Paraíso de Goiás ligger 1 243 meter över havet och antalet invånare är 7 652.
Terrängen runt Alto Paraíso de Goiás är kuperad åt nordost, men åt sydväst är den platt. Runt Alto Paraíso de Goiás är det mycket glesbefolkat, med 2 invånare per kvadratkilometer..
I omgivningarna runt Alto Paraíso de Goiás växer huvudsakligen savannskog.